# U-394
U-394 — средняя немецкая подводная лодка типа VIIC времён Второй мировой войны.

## История
Заказ на постройку субмарины был отдан 20 января 1941 года. Лодка была заложена 31 марта 1942 года на верфи Ховальдсверке, Киль, под строительным номером 26, спущена на воду 19 июня 1943 года, вошла в строй 7 августа 1943 года под командованием оберлейтенанта Эрнста-Гюнтера Унтерхорста.

### Командиры
- 7 августа — 18 августа 1943 года Эрнст-Гюнтер Унтерхорст
- 19 августа 1943 года — 2 сентября 1944 года капитан-лейтенант Вольфганг Боргер

### Флотилии
- 7 августа 1943 года — 31 марта 1944 года — 5-я флотилия (учебная)
- 1 апреля — 31 мая 1944 года — 1-я флотилия
- 1 июня — 2 сентября 1944 года — 11-я флотилия

### История службы
Лодка совершила 2 боевых похода, успехов не достигла. Потоплена 2 сентября 1944 года в Норвежском море к юго-востоку от острова Ян-Майен, Норвегия, в районе с координатами 69°47′ с. ш. 04°10′ в. д., ракетами и глубинными бомбами с самолёта типа «Суордфиш» из авиагруппы британского эскортного авианосца HMS Vindex и при участии британского лидера эсминцев HMS Keppel (D84), эсминца HMS Whitehall и шлюпов HMS Mermaid и HMS Peacock. 50 погибших (весь экипаж).